# Broad-Based Black Economic Empowerment
Le Broad-Based Black Economic Empowerment, BBBEE ou B-BBEE (« émancipation économique à large échelle des Noirs »), est une forme d'empowerment économique, initiée par le gouvernement d'Afrique du Sud, en réponse aux critiques formulées à l’encontre du programme Black Economic Empowerment (BEE) de 2003. Alors que le BEE avait conduit à l'enrichissement de quelques-uns parmi les Noirs, Coloured et Indiens, groupes précédemment défavorisés à l'époque de l'apartheid, le but de l'émancipation à « large échelle » (broad-based) est de redistribuer les richesses à un large éventail de la société sud-africaine. Par comparaison, le BEE d'origine (« à base étroite ») ne mesure que la représentation des groupes précédemment défavorisés dans les domaines de l'actionnariat et de la direction d'entreprise.

## Législation
Le Broad-Based Black Economic Empowerment Act (Act 53 of 2003) part de la considération de base que le racisme systématique des années passées contribue aux difficultés économiques du présent et que l'intervention du gouvernement peut modifier positivement les résultats qui en découlent. L'acte législatif est cependant largement controversé quant à sa nature même et d'aucuns considèrent que la notion de préférence raciale est en contradiction avec la déclaration universelle des droits de l'homme.
Les premiers codes de bonnes pratiques ont été publiés le 9 février 2007 et un guide d'interprétation en juillet 2007 ; ils ont été mis à jour ultérieurement. Les codes contiennent des sections concernant la manière de mesurer la propriété, le contrôle de gestion, l'emploi, le développement des compétences, l'approvisionnement préférentiel, le développement des entreprises et le développement socio-économique ; un guide d'éligibilité pour les petites entreprises les accompagne.

### Les différentes étapes du BBBEE
- BEE Commission report 1998
- Broad-based BEE Stratégy (strategic framework) 2003
- Broad-Based BEE Act n° 53 of 2003
- Codes of Good Practice 2007
- B-BBEE Amendment Bill 2012
- Amended B-BBEE Codes 2012[2]

## Mesures
Le BBBEE se mesure en utilisant sept piliers, chacun doté d'un poids. À la différence du BEE d'origine, la propriété et la gestion ne compte que pour 30 % du total.
- Empowerment direct : 
  - Équité dans la propriété – 20 %
  - Gestion – 10 %
- Empowerment indirect :
  - Équité dans l'emploi – 15 %
  - Développement des compétences – 15 %
  - Approvisionnement préférentiel – 20 %
  - Développement de l'entreprise – 15 %
  - Développement socio-économique – 5 %

## Vérification et certification au regard du BBBEE
Il n'est pas obligatoire de faire appel à une agence externe pour auditer le tableau de bord du BEE. Il est cependant requis d'avoir une documentation et des preuves adéquates pour en justifier les scores. Le SANAS (South African National Accreditation System, « système national sud-africain d'accréditation ») et l'IRBA (Independent Regulatory Body for Auditor, « corps indépendant de régulation des auditeurs » ), ont été mandatés pour accréditer les agences de vérification. Cette accréditation a été mise en place pour assurer la cohérence des évaluations de la contribution au BBBEE.
Les certifications BEE peuvent être délivrées par n'importe quelle agence dans la mesure où elle est accréditée par le SANAS ou l'IRBA. Les comptables enregistrés au titre du Close corporation Act de 1984 peuvent aussi délivrer des certifications au regard du BBBEE pour le compte des très petites entreprises.

## Mesures spécifiques
Les entreprises peuvent choisir d'utiliser le tableau de bord générique, tel que décrit ci-dessus, ou bien utiliser des tableaux sectoriels. Plusieurs tableaux de bord sectoriels ont été finalisés, comprenant la construction, le tourisme, l'industrie forestière, le transport, la finance, les technologies de l'information, le secteur minier, l'industrie pétrolière et d'autres encore. Les tableaux de bord industriels ont été créés pour tenir compte des besoins spécifiques et des complexités propres au regard de l'implantation du BBBEE.
Tous les tableaux de bord spécifiques doivent s’aligner sur le tableau de bord générique. Les entreprises ne doivent pas évaluer leurs fournisseurs en fonction de leur propre tableau de bord. Par exemple, une grande entreprise bancaire ne peut pas évaluer ses fournisseurs de technologie de l'information sur la base d'un tableau de bord propre au secteur financier.

## Développement de la législation
Le BBBEE ainsi que le document de stratégie du BEE servent de lignes directrices pour développer des codes et guides de bonnes pratiques qui décrivent les critères de mesure, les cibles, les attendus d'audit et les définitions pour chacun des sept piliers, de manière détaillée. Les codes additionnels prennent en compte les structures complexes, les régimes élargis de propriété, les pratiques de prête-noms et les agences d'évaluation.
Les codes sont rédigés par des groupes de travail sous l'égide du département sud-africain du commerce et de l'industrie (Department of Trade and Industry, DTI), lesquels comprennent des représentants du secteur privé et public, des diverses industries, de la recherche, des agences d'évaluation, etc. 
Les entreprises qui veulent contractualiser avec le gouvernement ou les entreprises publiques et parapubliques doivent répondre aux règles d'empowerment telles que requises par le Preferential Procurement Act. En retour, ces entreprises doivent vérifier auprès de leurs fournisseurs qu'ils s’engagent, eux aussi, dans une amélioration de leur notation. D'autres législations viennent en appui du BEE, telles que le Skills Development Act (loi sur le développement des compétences) et l'Employment Equity Act (loi sur le développement de l'équité dans l'emploi).

## Taille des entreprises et BBBEE
Aux termes l'Act 53 (2003) Codes of Good Practice for Black Economic Empowerment, toutes les entreprises en Afrique du Sud appartiennent à l'une des trois catégories qui suivent :
- Entreprises au sens générique (chiffre d'affaires supérieur à 50 millions de rands[3])
- Petites entreprises éligibles (chiffre d'affaires compris entre 10 et 50 millions[4])
- Micro-entreprises exemptées (chiffre d'affaires inférieur à 10 millions[5])[1]

Selon la même loi, chacune de ces catégories est dotée d'un système distinct de critères de mesure.
Les entreprises au sens générique ne représentent que 4 % du total des entreprises du pays. Elles doivent appliquer les sept pilier du BBBEE pour calculer leur score au regard du tableau de bord générique. Elles doivent appliquer les codes 000 à 700 et utiliser des techniques rigoureuses pour en rendre compte.
Les petites entreprises éligibles doivent appliquer le code 800, lequel est une version simplifiée des codes 000 à 700, qui comporte des tableaux de bord moins exigeants pour chaque composante. Elles doivent choisir leurs quatre meilleurs scores parmi les sept proposés, chacun comptant pour 25 % du score sur 100. Bien que le code 800 soit une version simplifiée des sept autres piliers, le DTI a décidé que, concernant toutes les questions qui ne sont pas expressément mentionnées dans le code 800, ce sont les codes 100 à 700 qui doivent être utilisés.
Les micro-entreprises exemptées n'ont pas besoin de se coter mais elles doivent fournir des preuves raisonnables qu'elles sont effectivement des micro-entreprises. Elles sont automatiquement cotées à 100 % sur le critère de l’approvisionnement préférentiel. Si elles sont détenues à plus de 50 % par des Noirs, elles sont cotées 110 % sur ce même critère.

## Effets
Les effets du BBBEE sont difficiles à mesurer car les codes de bonnes pratiques datent de février 2007 seulement. Selon l'Institute for Justice and Reconciliation (une ONG), le nombre de managers et de professionnels[Quoi ?] noirs est passé de 216 772 en 1995 à 359 438 en 2005.